# جزيرة تامباكان
جزيرة تامباكان وهي جزيرة من جزر إندونيسيا، وتتبع إقليم كليمنتان الجنوبية في إندونيسيا.